# It's Not Over
"It's Not Over" är den första singeln från gruppen Daughtrys debutalbum, Daughtry. Låten användes i en reklam till tv-serien Prison Break. Den blev också Platinum i april 2007. Och i augusti 2007 hamnade den i topp 10 över årets mest säljande låtar, digitalt.

## Låtlista
1. "It's Not Over" [Album Version]
2. "Crashed" [Akustisk Version]